# Bojong Tengah
Bojong Tengah is een bestuurslaag in het regentschap Subang van de provincie West-Java, Indonesië. Bojong Tengah telt 3021 inwoners (volkstelling 2010).